# Pseudanomalon rectum
Pseudanomalon rectum är en stekelart som först beskrevs av Morley 1912.  Pseudanomalon rectum ingår i släktet Pseudanomalon och familjen brokparasitsteklar. Inga underarter finns listade i Catalogue of Life.